# Jordan Ferri
Jordan Ferri (Cavaillon, 12 de março de 1992) é um futebolista francês que atua como meio-campista. Atualmente, defende a Sampdoria.
Ele joga principalmente como volante e é conhecido por sua habilidade de passe.

## Carreira
Jordan Ferri começou a carreira no Lyon, e fez sua estreia na Liga Europa em 8 de novembro de 2012 contra o Athletic Bilbao, substituindo Alexandre Lacazette aos 82 minutos. Ele fez sua estreia na liga em 12 de dezembro contra o AS Nancy, substituindo Anthony Réveillère após 30 minutos. Em 22 de novembro de 2018, Ferri se juntou ao companheiro da Ligue 1, o Nîmes, por empréstimo até o final da temporada. No início da temporada 2019-2020, Ferri se juntou ao Montpellier.[carece de fontes?] Em 7 de agosto de 2025, foi anunciado como reforço da Sampdoria.